# Коронавірусна хвороба 2019 у Гвінеї
Коронаві́русна хворо́ба 2019 у Гвіне́ї — розповсюдження пандемії коронавірусу територією Гвінеї.
Перший випадок появи коронавірусної хвороби було виявлено на території Мавританії 13 березня 2020 року.
Станом на 25 березня 2020 року, у Гвінеї було виявлено 4 випадки коронавірусу.

## Хронологія
13 березня 2020 року було повідомлено про перший підтверджений випадок коронавірусу в Гвінеї. Інфікованим виявився громадянин Бельгії, який є співробітником делегації Європейського Союзу у Гвінеї.